# Jadwiga Bogdanowicz
Jadwiga Bogdanowicz (ur. 20 lipca 1872 w Rzeszowie, zm. 5 stycznia 1937) – polska działaczka niepodległościowa, społeczna i ruchu kobiecego.

## Życiorys
Urodziła się 20 lipca 1872 w Rzeszowie. W młodości została działaczką koła Towarzystwa Szkoły Ludowej im. Teodora Tomasza Jeża. Od 1912 działała w oddziale żeńskim Związku Strzeleckiego. Po wybuchu I wojny światowej prowadziła gospodę w Wiedniu dla polskich legionistów, od 1915 we lwowskiej Lidze Kobiet. Zorganizowała Gospodę Legionistów we Lwowie, w której udzielano pomocy żołnierzom polskim podczas obrony Lwowa w trakcie wojny polsko-ukraińskiej.
Po odzyskaniu przez Polskę niepodległości u zarania II Rzeczypospolitej zaangażowała się w działalność Lidze Niezawisłości i Klubu Kobiet Postępowych. Podczas wojny polsko-bolszewickiej dokonała konsolidacji zrzeszeń kobiecych w celu obrony ojczyzny i stanęła na czele komitetu „Wszystko dla Frontu”. W kolejnych latach była przewodniczącą oddziału Lidze Kobiet we Lwowie. Zasiadała w zarządzie Ochronki im. Józefa Piłsudskiego, powołanej celem opieki nad sierotami po legionistach i obrońcach Lwowa. Działała w Związku Pracy Obywatelskiej Kobiet, pełniąc funkcję wiceprzewodniczącej okręgu wojewódzkiego. Była przewodniczącą Unii Polskich Związków Obrońców Ojczyzny.
Po wyborach parlamentarnych 1930 została zastępcą posłów III kadencji wybranych z listy nr 1 (BBWR).
Zamieszkiwała przy ulicy Jabłonowskich 42 we Lwowie. Jej mężem był Kazimierz Łada Bogdanowicz, sędzia we Lwowie.
Zmarła 5 stycznia 1937. Została pochowana 8 stycznia 1937 na Cmentarzu Łyczakowskim we Lwowie.

## Ordery i odznaczenia
- Krzyż Kawalerski Orderu Odrodzenia Polski (27 listopada 1929)[6]
- Medal Niepodległości (16 września 1931)[7]
- Odznaka Honorowa „Orlęta”